# 太陽過渡層成像光譜儀衛星

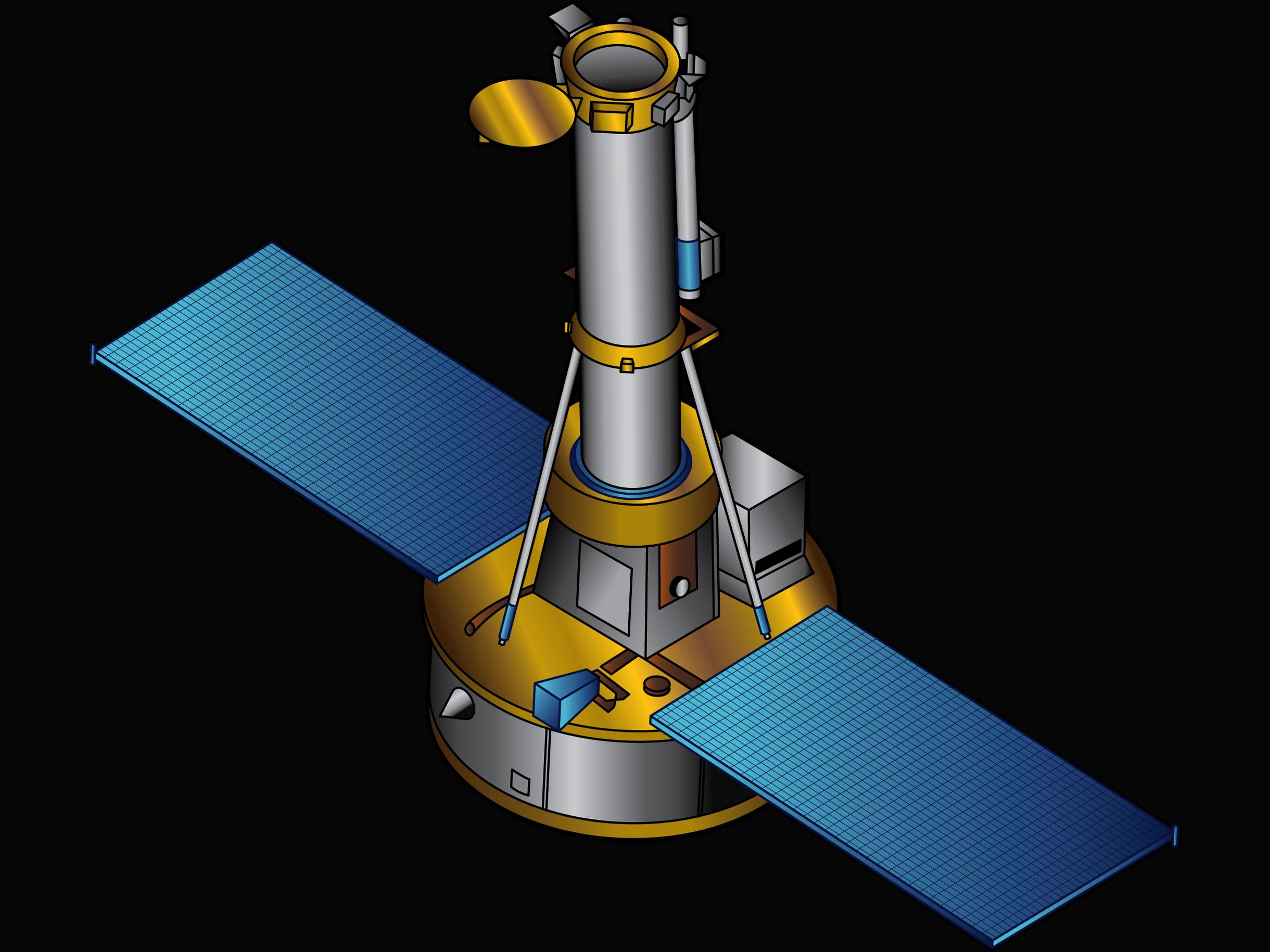
太陽過渡層成像光譜儀衛星想像圖

太陽過渡層成像光譜儀衛星（英語：Interface Region Imaging Spectrograph，縮寫：IRIS）是美國國家航空暨太空總署計畫中的太陽觀測衛星。該計畫是探險者計劃小探測工程探測器，負責觀測太陽的過渡層，尤其是色球層的物理狀態。洛克希德·马丁太陽與天文物理實驗室（Lockheed Martin Solar and Astrophysics Laboratory，LMSAL）負責整合該太陽天文台。該太陽天文台本體和光譜儀是由LMSAL製造，望遠鏡則由史密松天体物理台提供。當衛星進入軌道後將由LMSAL和艾姆斯研究中心操作。

## 概要

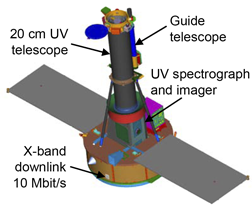
IRIS設計簡圖。

IRIS的主要儀器是一台高幀率的紫外線成像光譜儀，一幅耗時一秒所拍攝影像的空間解析度是0.3角秒，相當於1埃以下。
NASA於2009年6月19日宣布IRIS從六個候選的小型探測計畫中獲選，同時獲選的還有Gravity and Extreme Magnetism SMEX。
IRIS 本體於2013年4月16日到達范登堡空軍基地，並確定由飛馬座火箭發射。IRIS已於同年6月27日成功發射。

## IRIS團隊
IRIS的科學和工程團隊參與單位如下：
- 洛克希德·馬丁太陽與天文物理實驗室
- 洛克希德·馬丁遙測與太空探險系統
- 史密松天体物理台
- 蒙大拿州立大學
- 奧斯陸大學理論天文物理研究所
- 美國國家大氣研究中心高山天文台
- 史丹佛大學
- 艾姆斯研究中心
- 戈达德太空飞行中心
- 美国国家太阳天文台
- 加州大學柏克萊分校太空科學實驗室
- 普林斯頓大學電漿物理實驗室
- 雪梨大學雪梨天文研究所
- 荷语天主教鲁汶大学電漿天文物理學實驗室
- 倫敦大學學院穆勒太空科學實驗室
- 拉塞福－阿普頓實驗室
- 歐洲太空總署
- 馬克斯·普朗克太陽系研究所
- 日本國家天文臺
- 哥本哈根大學尼爾斯·波耳研究所

## 圖集

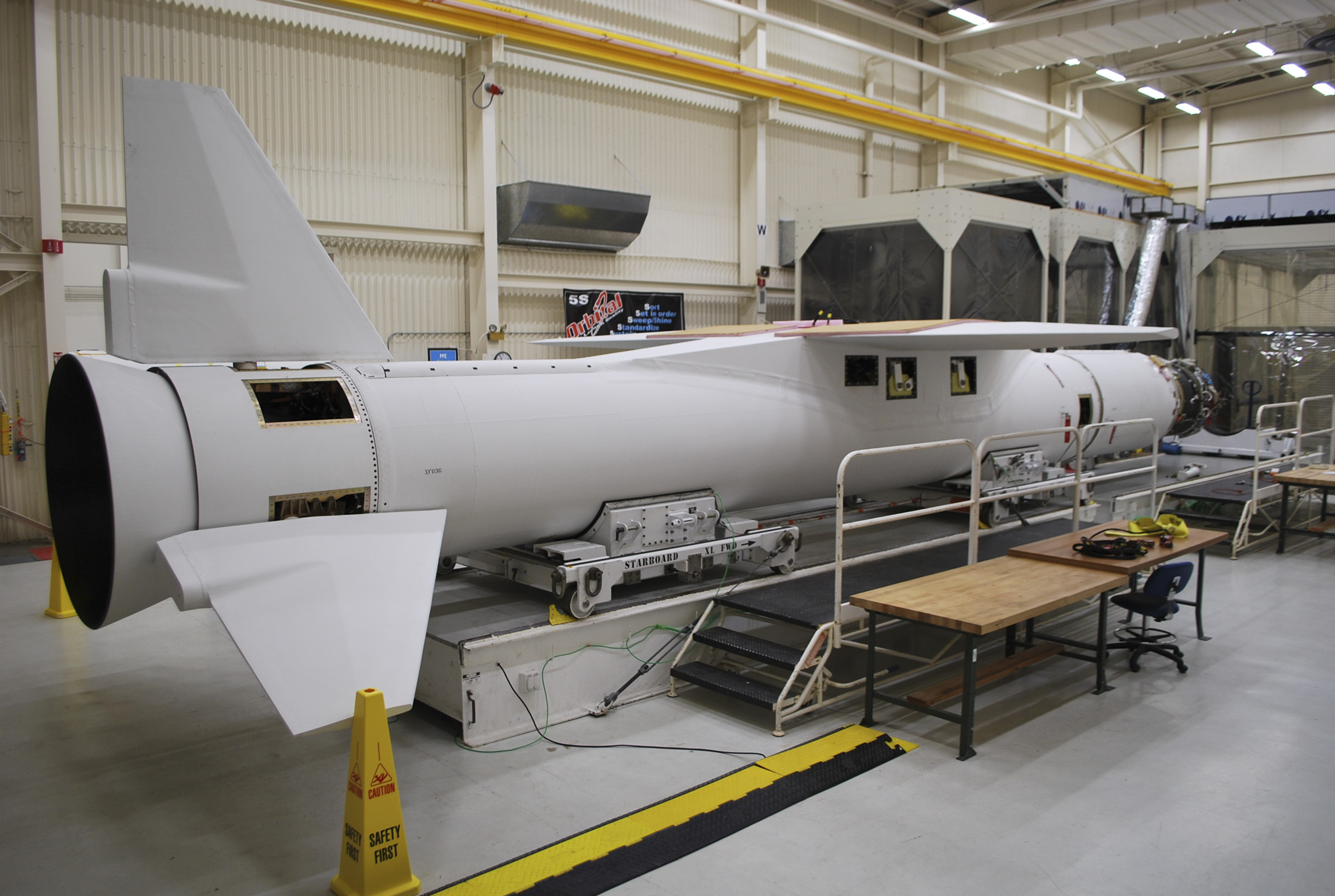
本次任務中將使用的飛馬座火箭。

## 外部連結
- Interface Region Imaging Spectrograph（页面存档备份，存于）